# Arson Anthem
Arson Anthem ist eine US-amerikanische Hardcore-Punk-Supergroup aus New Orleans, Louisiana, die im Jahr 2006 gegründet wurde.

## Geschichte
Nachdem Mike Williams durch Hurrikan Katrina seinen gesamten Besitz verloren hatte, zog er in das Gästeapartment von Phil Anselmo. Dadurch lernten sich beide besser kennen und probten schon bald durch das Hinzukommen von Hank Williams III und Collin Yeo die ersten Lieder. Hank Williams III und Anselmo kannte sich bereits durch ihre vorherige gemeinsame Tätigkeit bei den zum damaligen Zeitpunkt bereits aufgelösten Superjoint Ritual. Sie gründeten daraufhin im Jahr 2006 Arson Anthem. Die Künstler waren zudem bereits vorher in Projekten wie Pantera, Down, Assjack und EyeHateGod tätig. Über Housecore Records, dem Label, das Anselmo gegründet hatte, erschien die selbstbetitelte EP der Band, die zugleich auch die erste Veröffentlichung des Labels sein sollte. Der Tonträger enthielt acht Lieder und erschien im Jahr 2008. Hierauf übernahm Mike Williams den Gesang, Yeo den Bass, Hank Williams III das Schlagzeug und Anselmo die E-Gitarre. Im Oktober 2010 folgte das Debütalbum Insecurity Notoriety bei demselben Label. Der Tonträger wurde im Jahr 2011 über Hammerheart Records wiederveröffentlicht, wobei als Bonus die EP von 2008 beilag.

## Stil
Laut der Bandbiografie auf musicemissions.com hat die Gruppe sich an Bands wie Negative Approach, Poison Idea, Hellhammer, Discharge und Void orientiert. Laut Chris True von Allmusic hat Anselmo die Band gegründet, um puren Hardcore Punk zu spielen. Jedoch hörte er auch einen deutlichen Sludge-Einfluss heraus. Laut Dirk Konz von metalnews.de hat Insecurity Notoriety nicht viel mit Sludge zu tun. Viel mehr widme man sich klassischem Hardcore Punk der 1980er Jahre, wobei die Lieder, wie für das Genre üblich, unter der Zwei-Minuten-Marke bleiben würden. Die Songs seien dabei so aggressiv, dass sie schon am Grindcore grenzen würden. Zudem könne man manche Lieder auch dem Noisecore und dem Crustcore zuordnen. Mit dem geschrienen Gesang liege ein Vergleich zur Band Dead Fucking Last nahe. Zudem könne man Ähnlichkeiten zu Superjoint Ritual und EyeHateGod nicht verleugnen, da man den Liedern Selbsthass, Nihilismus, Dissonanz, Misanthropie, Systemkritik, Seelenpein und Schwarzmalerei anhöre, was sonst nur bei derben Crustbands typisch sei. Konz empfahl das Album Fans von Black Flag, Unsane, Poison Idea, Today Is the Day, Germs, Discharge, sowie von Crustcore und/oder D-Beat. Laut Wolf-Rüdiger Mühlmann vom Rock Hard widme sich die Band dem Punk, Crustcore, Thrash Metal und Hardcore Punk und nannte als Vergleich Bands wie Cryptic Slaughter, Negative Approach, Discharge, Dayglo Abortions und alte Poison Idea. Keith Carman von exclaim.ca ordnete die Musik auf Insecurity Notoriety dem Hardcore Punk zu und beschrieb die Musik als eine Mischung aus Discharges feinen Absichten, Black Flags streitlustigen Angebertum und der geladenen Vitalität von Bad Brains.

## Diskografie
- 2008: Arson Anthem (EP, Housecore Records)
- 2010: Insecurity Notoriety (Album, Housecore Records)